# Wesley Stoker Barker Woolhouse
Wesley Stoker Barker Woolhouse (1809 - 1893)  foi um atuário e músico inglês do século XIX, responsável pelo desenvolvimento do chamado método de Woolhouse.
Woolhouse sempre demonstrou interesse pela matemática, além da música e da mecânica, destacando-se desde muito cedo. Aos treze anos, venceu um prêmio matemático oferecido pelo Ladies' Diary, competição de nível nacional que disputou contra candidatos adultos. Dentre outras obras, publicou Essays on Musical Intervals, Harmonics, and the Temperament of the Musical Scale (1835), onde descreve uma divisão que passou a ser conhecida por Unidades de Woolhouse.
Em 1848, participou da fundação do Instituto de Atuária do Reino Unido. No jornal do instituto, anos mais tarde, Woolhouse publicaria dois importantes artigos para o desenvolvimento da ciência atuarial: On Interpolation, Summation, and the Adjustment of Numercial Tables, em 1866, e Explanation of a New Method of Adjusting Mortality Tables, de 1870, onde apresenta um método de cálculo para períodos sub-anuais que levou seu nome. Exerceu a função de atuário no National Loan Fund Life Assurance Society.